# 自然地理学
自然地理学（しぜんちりがく、英語: physical geography）は、自然現象を取り扱う地理学の一部門であり、系統地理学の一部門として位置づけられる。地形、気候などの地球環境における自然現象を対象とする。

## 分野
自然地理学は、気候学、水文学、地形学、土壌地理学、植生地理学などの分野に分けることができる。それぞれの分野は地球科学や環境科学の一分野としての側面ももつが、岩田修二は、同一地点における複数の要素（地形、気候、植生、土壌など）の相互関係から自然環境の様子やその成因を把握していく点を、自然地理学全体で捉えたときの特異性として提示している。

### 気候学
気候学（きこうがく、climatology）では、気候について研究する。

### 水文学
水文学（すいもんがく、hydrology）では、地球上の水循環を主な対象とし、水の所在、分布、性質、人間や環境との関わりなどについて研究する。

### 地形学
地形学（ちけいがく、geomorphology）では、地球の表面上を構成するあらゆる地形の記載・分類・成因などを研究する。地形学は、火山地形学、変動地形学、河川地形学、海岸地形学、氷河地形学などの分野をもつ。

### 土壌地理学
土壌地理学（どじょうちりがく、soil geography）では、土壌のでき方や分類、空間分布の特徴について研究する。

### 植生地理学
植生地理学（しょくせいちりがく、vegetation geography）では、植生の空間分布の特徴やそのプロセスについて研究する。